# His Life
His Life è un cortometraggio muto del 1912 prodotto dalla Lubin. Il nome del regista non viene riportato nei credit del film.

## Produzione
Il film fu prodotto dalla Lubin Manufacturing Company.

## Distribuzione
Distribuito dalla General Film Company, il film - un cortometraggio in una bobina - uscì nelle sale USA il 5 ottobre 1912. Il 5 dicembre dello stesso anno, fu distribuito nel Regno Unito dalla Moving Pictures Sales Agency.